# Marco Pérez Murillo
Marco Jhonnier Pérez Murillo (Quibdó, 18 settembre 1990) è un calciatore colombiano, attaccante dell'Atlético Junior.

## Carriera
Ha debuttato a 17 anni con la maglia del Boyacá Chicó F.C., non trovando spazio è stato ceduto in prestito prima al Gimnasia La Plata e poi, nel 2010, al Real Saragozza, con un contratto fino al 2012. L'8 luglio 2011 viene ceduto in prestito per un anno all'Independiente.

## Palmarès

### Club
- Campionato colombiano: 2

Boyacá Chicó: 2008
Deportes Tolima: 2018-I
- Copa Colombia: 1

Deportes Tolima: 2014

### Individuale
- Capocannoniere del Campionato colombiano: 1

2023-I